# Acacia dissona
Acacia dissona är en ärtväxtart som beskrevs av Richard Sumner Cowan och Bruce R. Maslin. Acacia dissona ingår i släktet akacior, och familjen ärtväxter.

## Underarter
Arten delas in i följande underarter:
- A. d. dissona
- A. d. indoloria